# Rivesaltes (Weinbaugebiet)

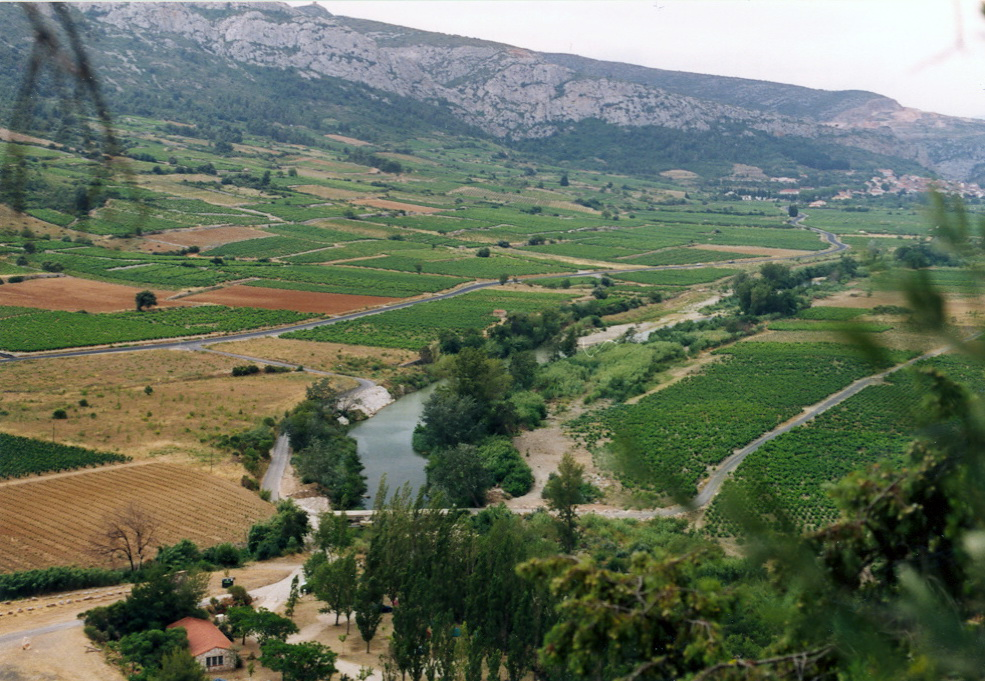
Das Weinbaugebiet Rivesaltes

Das Weinbaugebiet Rivesaltes, benannt nach dem Ort Rivesaltes, hat den Status einer Appellation d’Origine Contrôlée (seit dem 19. Mai 1972). In 86 Gemeinden des Départements Pyrénées-Orientales und neun Gemeinden des Départements Aude werden insgesamt ca. 10.000 Hektar Wein auf steinigen Terrassen angebaut. Es wird überwiegend gespriteter Likörwein, Vin Doux Naturel (deutsch: natürlich süßer Wein) erzeugt. Bei der Weinherstellung wird seine Gärung durch Zugabe von Alkohol gestoppt, um die gewünschte natürliche Süße und biochemische Stabilität zu erreichen. Je nach Ausbauart werden vier Grundtypen unterschieden:
- Grenats reduktiv ausgebaute junge Rotweine,
- Ambrés oxidativ ausgebaute Weißweine,
- Tuilés (oxidativ ausgebaute Rotweine) und
- Hors d’âge (5 Jahre oder ältere Weine der Sorte Ambrés oder Tuilés).

Ziel des oxidativen Ausbaus ist es, den goût du rancio (den Rancio - Geschmack) zu erzielen. Durch den oxidativen Ausbau im Fass oder im Gärballon wird der Wein allen Wetterschwankungen ausgesetzt. Durch die Kälte im Winter und die Hitze im Sommer altert der Wein schneller und wird zunehmend braun (dies gilt im Übrigen sowohl für den Weiß- wie auch den Rotwein, die sich im Alter farblich kaum noch unterscheiden). Er schmeckt sehr üppig nach Rosinen, Nüssen und Pflaumen und hat einen langen und trotz Restsüße recht trockenen Abgang. Daher eignen sich diese Weine nicht nur als Dessertwein, sondern auch als Aperitif.
Es werden auch Jahrgangs-Weine abgefüllt, die man mindestens 25–30 Jahre lagern kann.

## Zugelassene Rebsorten
Für die Weißweine sind die Rebsorten Muscat blanc à petits grains, Muscat d’Alexandrie, Grenache Blanc, Macabeo, Tourbat (auch Malvoisie du Roussillon genannt) zugelassen.
Für die Rotweine dürfen Grenache, Grenache Blanc, Grenache Gris, Macabeo und Tourbat eingesetzt werden. In geringen Umfang sind auch noch Carignan, Cinsault, Syrah und Listán zugelassen.

## Liste der zugelassenen Gemeinden
- Im Département Pyrénées-Orientales:

Argelès-sur-Mer, Bages, Baho, Baixas, Banyuls-dels-Aspres, Bélesta, Le Boulou, Brouilla, Cabestany, Caixas, Calce, Camélas, Canet, Canohès, Cases-de-Pène, Cassagnes, Castelnou, Céret, Claira, Corbère, Corbère-les-Cabanes, Corneilla-la-Rivière, Corneilla-del-Vercol, Les Cluses, Elne, Espira-de-l’Agly, Estagel, Fourques, Ille-sur-Têt, Laroque-des-Albères, Latour-Bas-Elne, Latour-de-France, Lesquerde, Llauro, Llupia, Maureillas-las-Illas, Maury, Millas, Montauriol, Montescot, Montesquieu, Montner, Nétiach, Opoul-Périllos, Ortafa, Palau-del-Vidre, Passa, Pia, Perpignan, Peyrestortes, Pézilla-de-la-Rivière, Planèze, Pollestres, Ponteilla, Rasiguères, Reynès, Rivesaltes, Saint-André, Sainte Colombe, Saint-Estève, Saint-Féliu-d’Amont, Saint Féliu-d’Aval, Saint-Génis-des Fontaines, Saint-Hyppolyte, Saint-Jean-Lassaille, Saint-Jean-Pla-de-Corts, Saint-Nazaire, Saint-Paul-de-Fenouillet, Saleilles, Salses-le-Château, Le Soler, Sorède, Tautavel, Terrats, Thuir, Tordères, Toulouges, Tresserre, Trouillas, Villelongue-dels-Monts, Villemolaque, Villeneuve-de-la-Raho, Villeneuve-de-la-Rivière, Vingrau und Vivès.
- Im Département Aude:

Cascastel-des-Corbières, Caves, Fitou, La Palme, Leucate, Paziols, Treilles, Tuchan sowie Villeneuve-les-Corbières.